# Septoria bataticola
Septoria bataticola är en svampart som beskrevs av Taubenh. 1914. Septoria bataticola ingår i släktet Septoria och familjen Mycosphaerellaceae.   Inga underarter finns listade i Catalogue of Life.